# Allapattah
Allapattah – dzielnica miasta Miami, na Florydzie w Stanach Zjednoczonych.

## Geografia
Leży na współrzędnych geograficznych 25°48′54″N 80°13′26″W/25,815000 -80,224000, na wysokości 3 m n.p.m.